# Emmanuel Wanyonyi
Emmanuel Wanyonyi   (Comtat de Trans-Nzoia, Kenya, 1 d'agost de 2004) és un atleta kenyà, especialitzat en la prova dels 800m llisos. Ha participat en 1 Olimpíada, guanyant la medalla d'or en els Jocs Olímpics de París 2024. A més, ha guanyat 1 medalla de plata en el Campionat del Món de Budapest 2023.
La seva marca personal, 1:41.11 minuts, aconseguida el 22 d'agost de 2024 a la prova de Lausana de la Diamond League, és el 2n millor temps de la història en la prova dels 800m.

## Marques personals
| Disciplina    | Marca   | Seu     | Data               |
| ------------- | ------- | ------- | ------------------ |
| 800m llisos   | 1:41.11 | Lausana | 22 d'agost de 2024 |
| 1.500m llisos | 3:43.19 | Nairobi | 5 de març de 2022  |

## Trajectòria professional
| Jocs Olímpics     | Jocs Olímpics | Jocs Olímpics | Jocs Olímpics |
| Any               | Seu           | Posició       | Prova         |
| ----------------- | ------------- | ------------- | ------------- |
| 2024              | París         | 1             | 800m llisos   |
| Campionat del Món |               |               |               |
| 2022              | Eugene        | 4a posició    | 800m llisos   |
| 2023              | Budapest      | 2             | 800m llisos   |